# كونراد فيسوكي
كونراد فيسوكي مواليد 28 مارس 1982، هو لاعب كرة سلة ألماني بدأ مسيرته الاحترافية في سنة 2004 يلعب في الدوري البولندي لكرة السلة ويحمل الرقم 20. يبلغ طوله 6 قدم 7 بوصة (2.0 م).

## فرق لعب لها
- راتيوفارم أولم
- سكايلاينرز فرانكفورت
- إي دبليو إي باسكتس أولدنبورغ

## روابط خارجية
- كونراد فيسوكي على موقع الاتحاد الدولي لكرة السلة (الإنجليزية)
- كونراد فيسوكي على موقع كرة السلة الأوروبية.كوم (الإنجليزية)
- كونراد فيسوكي على موقع كلية كرة السلة في سبورتس رفرنس.كوم (الإنجليزية)
- كونراد فيسوكي على موقع ريلجم (الإنجليزية)
- كونراد فيسوكي على موقع بروبوليرز (الإنجليزية)
- كونراد فيسوكي على موقع سبورتس رفرنس (الإنجليزية)
- كونراد فيسوكي على موقع أوليمبيديا (الإنجليزية)